# Montrieux-en-Sologne
Montrieux-en-Sologne é uma comuna francesa na região administrativa do Centro, no departamento Loir-et-Cher. Estende-se por uma área de 35,31 km². Em 2010 a comuna tinha 651 habitantes (densidade: 18,4 hab./km²).